# Bolgár Elek
Bolgár Elek, szül. Breuer, írói álnevein: Balog Gábor, Wilhelm Baumann, B. E., Kálmán Péter, Kerékgyártó Kálmán, K. K., Szebenyi Gáspár (Kassa, 1883. július 3. – Budapest, 1955. június 26.) jogász, történész, egyetemi tanár, az MTA rendes tagja (1949).

## Élete
Breuer Adolf és Teitelbaum Magdolna gyermekeként született, izraelita vallású. 1906-ban a kolozsvári egyetemen szerzett jogi diplomát, és bekapcsolódott a munkásmozgalomba. Később egy ideig újságíróként dolgozott, s munkatársa lett a Huszadik Századnak, a Jövőnek, a Munka Szemléjének, illetve a Budapesti Hírlapnak. A Huszadik Század egyik munkatársával, Szabó Ervinnel kötött barátsága még közelebb hozta a munkásmozgalomhoz, illetve a baloldalhoz. 1908. október 29-én Budapesten, a VII. kerületben házasságot kötött Stern Erzsébettel, Stern Gusztáv és Herzog Terézia lányával. Gyermekük Hedda Bolgár az Amerikai Egyesült Államokban ismert pszichológus és pszichoanalitikus lett. 1914-ben elváltak. 1907-től 1911-ig az Amerikai Egyesült Államokban és Svájcban élt. Az USA-ban az Amerikai Szocialista Munkáspárt Népakarat című magyar nyelvű lapját szerkesztette, 1910-ben pedig Bernben filozófiai doktorrá avatták. A következő évben hazatért, s mint a főváros szociálpolitikai osztályának fogalmazója kezdett dolgozni, később pedig a Képző- és Iparművészeti Szakközépiskola tanára lett. Emellett szociológiai tárgyú cikkeket is írt, amelyeket a Szocializmus, a Városi Szemle és a Huszadik Század közölt.
1918-ban belépett a KMP-be. 1919 februárjában az 1918 decemberétől megjelenő Vörös Ujság szerkesztőbizottságának lett tagja. A Magyar Tanácsköztársaság kikiáltása után bécsi követként dolgozott - ebben az időszakban történt a bankgassei rablás, melynek során két követségi alkalmazottal együtt elrabolták Bolgárt is -, majd külügyi népbiztoshelyettes lett. A Forradalmi Kormányzótanács egyetemi tanárrá, illetve a Történelmi Materializmus Kutatóintézet igazgatójának is kinevezte.
A Tanácsköztársaság bukása után emigrált. 1922-től 15 éven át Bécsben és Berlinben vett részt a helyi mozgalmakban. 1937-től  a rosztovi egyetem tanáraként dolgozott a Szovjetunióban, ahol főként diplomáciatörténeti kérdésekkel foglalkozott. 1944-ben tért haza a szovjet hadsereg kötelékében. 1946-ban külügyi államtitkárnak nevezték ki. 1947-től 1949-ig prágai, majd 1949-től 1951-ig londoni magyar követ. 1951-től haláláig a budapesti egyetemen vállalt tanári állást.
Első felesége, Lorsy Ernő későbbi házastársa, Stern (Stephani) Elza volt.

## Művei
- Magyarok Amerikában (New York, 1908);[10]
- Választójog és választórendszerek (Budapest, 1908);
- Krieg und Proletariat (Bécs, 1924);
- A németek magyarországi politikája titkos német diplomáciai okmányokban : (1937-1942) (Budapest, Szikra könyvkiadó, 1947);
- A kapitalizmus fejlődésének alapvető kérdései az Egyesült Államokban a szovjet történeti irodalom fényénél (Budapest, 1954);
- Válogatott tanulmányok (Budapest, 1958).

## Emlékezete
- Tiszteletére teret neveztek el (a későbbi Nagy Imre tér) és emléktáblát avattak Budapest II. kerületében. A táblát eltávolították. Szövege ez volt: BOLGÁR ELEK / 1883–1955 / A MARXISTA JOGTÖRTÉNET KIVÁLÓ / MŰVELŐJE. / A KOMMUNISTÁK MAGYAR- / ORSZÁGI PÁRTJÁNAK 1918 ÓTA TAGJA. A MAGYAR-ORSZÁGI TANÁCSKÖZTÁRSASÁG / IDEJÉN KÜLÜGYI NÉPBIZTOSHELYETTES, / KÉSŐBB BÉCSI KÖVET. A FELSZABADULÁS / UTÁN DIPLOMATA, AKADÉMIKUS, / BUDAPEST FŐVÁROS TANÁCSA / 1968